# Rhytidodus kirgisicus
Rhytidodus kirgisicus är en insektsart som beskrevs av Mitjaev 1969. Rhytidodus kirgisicus ingår i släktet Rhytidodus och familjen dvärgstritar. Inga underarter finns listade i Catalogue of Life.